# James Williamson (chitarrista)
James Williamson (Castroville, 29 ottobre 1949) è un chitarrista, compositore e produttore discografico statunitense, meglio noto per aver fatto parte del gruppo proto-punk The Stooges.

## Biografia
La famiglia di Williamson si trasferì a Detroit nel Michigan. Qui Williamson formò il suo primo gruppo, i Chosen Few, con Scott Richardson, e con questo gruppo eseguiva principalmente cover dei Rolling Stones e di altri gruppi rock and roll del periodo. Successivamente entrerà a far parte del gruppo anche Ron Asheton come bassista, che, qualche anno dopo, in veste di chitarrista formerà gli Stooges con il fratello Scott e Iggy Pop.
Dopo essersi laureato, Williamson si trasferisce a New York nel 1969. Nel 1971 Williamson si unisce agli Stooges, che stavano attraversando un brutto periodo dovuto soprattutto all'uso di droghe e alla mancanza di successo commerciale, per il quale il gruppo si era temporaneamente sciolto. David Bowie offrì a Iggy Pop la possibilità di registrare a Londra, il gruppo quindi si riformò, senza Dave Alexander (sostituito da Ron Asheton al basso) e con Williamson alla chitarra. Con questa formazione, il gruppo produrrà il disco Raw Power, pubblicato nel 1973, nel quale Williamson scrive tutti i pezzi insieme a Iggy Pop e suona tutte le parti di chitarra.
Molte delle registrazioni demo effettuate prima della pubblicazione di Raw Power, verranno successivamente pubblicate su diverse raccolte, che comprenderanno pezzi come I Got A Right e Gimme Some Skin. Dopo la collaborazione nel 1975 con Iggy Pop per la realizzazione dell'album Kill City (1977), Williamson abbandonò il mondo della musica, e iniziò a lavorare nell'industria informatica come ingegnere elettronico.
Dopo la pubblicazione di Kill City, nel 1979 Williamson ritornò a produrre, scrivere e suonare sul terzo album solista di Iggy Pop, New Values, e inizierà a produrre anche il successivo album di Pop, Soldier, prima di ritornare alla sua occupazione nel campo informatico, occupazione che lo vede impegnato ancora oggi.